# Sophus Vind
Sophus Holger Gustav Vind (18. april 1842 i Korsør – 27. april 1913 i København) var en dansk godsejer.
Sophus Vind var søn af kammerherre Christian Andreas Vind til Sanderumgård og Bækkeskov (1794-1869) og Anna Sophie Elisabeth f. Hoppe (1803-1882) og således broder til Emil Vind. Han blev student fra Metropolitanskolen 1860, deltog som dragon frivillig i krigen 1864, trådte 1865 tilbage fra Hæren som sekondløjtnant, tog juridisk eksamen 1870 og rejste derefter et par år i udlandet, lærte landbrug på Korselitze og købte af moderen 1873 Sanderumgård. Vind ægtede 12. april 1875 Adelgunde Pouline Fanny Erneste Tesdorpf (18. december 1856 – 8. maj 1890), datter af gehejmeråd Edward Tesdorpf. 1876 udnævntes han til hofjægermester, 1898 til kammerherre og 1900 til Kommandør af Dannebrog af 2. grad.
Vind, der var en fremskreden og dygtig landmand, har været og er hædret med en mængde tillidshverv,
der går adskilligt ud over de almindelige i sogneråd og amtsråd. Han var således formand for Husflidsselskabet, Statshingsteskuekommissionen på Fyn og de samvirkende Hesteavlsforeninger
på Fyn, i en årrække var han medlem af Landhusholdningsselskabets bestyrelsesråd, og han var vicepræsident for Landmandsforsamlingen i Odense 1900. Vind var formand for Fyens Stifts patriotiske Selskab, Allerup-Davinde Sogneråd, Kreaturforsikringsselskabet «Kustos», Livsforsikringsselskabet «Dan», Fyns Landmandsbank og Odense-Kerteminde Jernbane og for Odense-Nørre Broby-Faaborg Jernbane; han var medlem af Odense Amtsråd og i bestyrelsen for en halv snes foreninger.